# Йозеф ван Висем
Йозеф ван Висем е композитор-минималист и автор на нова музика за старинни инструменти.

## Биография и творчество
Роден в Маастрихт днес живее и твори в Ню Йорк.
Йозеф ван Висем е автор, чиито музикални търсения и превъплъщения не познават жанрови граници – неговата лютня стои напълно естествено и в пост-рок, и в пост-пънк, и в ренесансов, и в бароков, и в ембиънт-нойз, и във фрийк-експериментъл контекст.
Йозеф ван Висем е автор на музиката към филма Only Lovers Left Alive на Джим Джармуш, удостоен с наградата в категорията „Филмова музика“ на кинофестивала в Кан 2015 година.
Работил е с легендарни музиканти като Тетуци Акияма, Гари Лукас, Кейджи Хайно, Грег Ковалски, United Bible Studies, Джармуш. Йозеф ван Висем е участник и във формациите Brethren Of The Free Spirit и Heresy Of The Free Spirit и създател на лейбъла Incunabulum.
Гостува в София и Велико Търново през март 2016 година и представя музиката от новия си албум It Is Time For You To Return (издаден на 2 декември 2014 от Crammed Discs), където е и вокалист и автор на текстове.

### Цитати
„Времената, в които живеем, са съвсем тежки. Всичко е доста повърхностно, смятам, и ориентирано в погрешната посока. Всички правят едни и същи неща. Дори снимките, които правим, например, са едни и същи. Изкуството се е превърнало в част от света на мултинационалните корпорации. Всички големи градове по света днес изглеждат по един и същи начин с веригите „МакДоналдс“ и т.н. Хората комуникират през екрани и вече не си говорят по друг начин... И лютнята в случая е идеалният пример, с който мога да покажа, че нещата могат да стоят и да изглеждат и по друг начин...“ – Йозеф ван Висем пред „Аларма“ (БНР, програма „Христо Ботев“)
„Обичам след някоя мрачна пиеса да изсвиря някоя по-светла. Защото самият живот е такъв, по този начин се движи – нагоре и надолу: не е само тъмен или само светъл. Така чувствам и музиката – тя никога не е напълно мрачна или напълно оптимистична“ – Йозеф ван Висем пред „Rawk’n’Roll“
„То е като да влезеш в бяла стая. Губиш усещането за време и не знаеш колко дълго си прекарал там, защото не можеш да го отнесеш към някаква система на отчитане. Същото чувствам и по отношение на музиката: понякога искам да се загубя в дадена пиеса. И като слушател, и в моята музика, докато свиря“ – Йозеф ван Висем пред Портал „Култура“